# キルサン・イリュムジーノフ
キルサン・ニコラーエヴィチ・イリュムジーノフ（ロシア語: Кирса́н Никола́евич Илюмжи́нов, ラテン文字転写: Kirsan Nikolayevich Ilyumzhinov, [kʲɪrˈsan nʲɪkɐˈlajɪvʲɪt͡ɕ ɪlʲʉmˈʐinəf]; カルムイク語: Үлмҗин Кирсән, ラテン文字転写: Ülmcin Kirsən, [yləmˈd͡ʒin cirˈsæn]; 1962年4月5日 - ）は、ロシア連邦の政治家。カルムイク共和国（カルムイキア共和国）初代大統領（在任中に首長と変更）を務めた。1995年から2018年まで長期に渡って国際チェス連盟（FIDE）会長をつとめた。

## ソ連時代
1962年4月5日ソビエト連邦のカルムイク自治共和国の首都エリスタに生まれる。父ニコライは、技師、母は獣医。14歳の時、カルムイクのチェス・チャンピオンになった。1979年に中学校を金メダルで卒業した後、「ズヴェズダ」工場に勤務する。
18歳のときに徴兵され、1980年から二年間兵役に就く。除隊後、モスクワ国際関係大学で日本学専攻を学び、ソ連共産党に入党する。その後、国際ビジネスの起業を開始し、1989年に日ソ合弁企業「リコーラドガ」専務となる。1990年サン社会長。
1990年3月、ロシア・ソビエト連邦社会主義共和国人民代議員大会代議員に当選し、ソ連最高会議評議員に選出された。最高会議では国際問題、対外経済関係の各委員会に所属。

## カルムイク共和国大統領
カルムイク共和国大統領としては、政治手法は独裁的とも評価されるが、日本、シンガポール、中華人民共和国をモデルに、積極的な外資導入による企業誘致を図り、治安も維持されている。日本以外の国で、日本型モデルの社会経済システムを導入し、実現した唯一の人物である。また、カルムイク人は、チベット仏教徒（ラマ教）であるが、イリュムジーノフは、国内に32の仏教寺院を建設すると同時にキリスト教、イスラム教など他の宗教とも融和策を取り、国内には教会やモスクも建設し、宗教の融和に成功している。

### 第1期（1993年〜1995年）
1993年4月11日、カルムイク共和国大統領に選出される。当選後、国内企業の株式を支配する国営投資会社「カルムイキア」社長に就任する。
10月政変時、イリュムジーノフは、連邦構成主体評議会議長として、ロシア最高会議ビルに入り、政府軍の突入直前まで最高会議派と交渉を行った。
1993年12月の連邦議会選挙で上院（連邦院）代議員に当選。1994年4月、キルサン・イリュムジーノフ大統領の発議により、チベット仏教を国教として並びに他の宗教から保護する為に、現行のカルムイク共和国憲法に代わり、チベット仏教のステップ法典が国の最高法規として採択される。
1995年4月、ロシア大統領府監督局の委員会がカルムイクに入った後、イリュムジーノフは、政府を総辞職した。委員会の監査官は、財政上の多数の違反を指摘した。同年5月、「我が家ロシア」に入党。

### 第2期（1995年〜2002年）
1995年10月15日、大統領に再選される。この選挙は、対立候補がいなかった上に、連邦法に違反して任期は7年で行われた。第2期上院議員に選出。同年国際チェス連盟会長に就任。
1998年2月、共和国の省庁を削減し、行政権を自分の一手に集めた。同年11月、ヴィクトル・バトゥーリン（ユーリ・ルシコフの妻の弟）を政府議長（首相）に任命した。
1998年6月、イリュムジーノフに関する多数の記事を書いていたジャーナリストのラリス・ユーディンが殺害され、イリュムジーノフの顧問セルゲイ・ワシキンが起訴された。イリュムジーノフ自身は、殺人事件が政治的動機ではなく、商業上のトラブルによるものだと表明した。
1998年11月17日、ロシア連邦からの離脱の用意について表明したが、翌日、自分の言葉を撤回した。この後間もなく、共和国財務相ミハイル・ザドルノフは、下院（国家院）において、2億ルーブル以上の通貨を国立銀行からではなく、決算銀行「カルムイキア」から行ったとして、イリュムジーノフを告発した。
1999年の下院国家会議選挙では、与党「統一」の設立に奔走した。2000年3月、多国籍企業「ノストラク」代表取締役に就任。

### 第3期（2002年〜2010年）
2002年10月27日、大統領に三選され、2003年1月に就任した。2004年11月、「統一ロシア」に入党。
2005年10月24日、大統領という役職名が首長に変更される。同時にウラジーミル・プーチン大統領の提案により、共和国首長の任期は更に5年延長された。
2007年10月、統一ロシアから下院議員に立候補して当選したが、議員には就任しなかった。
2010年10月24日に首長を退任。後継のアレクセイ・オルロフに首相就任を打診されたが、これを断った。

## 逸話

### 宇宙人に誘拐
2010年4月26日、イリュムジーノフ大統領は、ロシアの国営放送チャンネル1で、宇宙人に連れ去られた経験について明らかにした。イリュムジーノフによれば、1997年9月18日にモスクワのアパートのベランダに、半透明のチューブ型のUFOで宇宙人は訪れたという。宇宙人は黄色い服を着ており、眠っていたイリュムジーノフにテレパシーで話しかけたという。イリュムジーノフだけではなく、運転手、大臣、補佐官の3人も宇宙人を目撃した。
この証言を聞いたアンドレ・レーベジェフ議員はドミートリー・メドヴェージェフ大統領に、国家機密を宇宙人に漏らした可能性があると報告し、軍と捜査機関にこの事実の調査を依頼した。
2001年にUFOに乗せてもらって飛んだことがあると発言

### チェス・シティ
イリュムジーノフの発議により、1998年9月、エリスタ南東部にホテルやチェスのコンベンション・センターである『チェス・シティ（露: Сити-Чесс、英: Chess City）』が建設された。

## 人物
友好勲章を受章。チェスのスポーツ・マスター。母語はカルムイク語、語学はロシア語、英語、日本語（モスクワ国際関係大学で日本学専攻）を話し、モンゴル語、中国語を少し理解する。自らを仏教徒と考えている。
妻帯。1990年に息子が生まれた。